# Леффман, Карл
Карл Леффман (нем. Karl Leffmann; 1836 — 18 августа 1891) — немецкий шахматист, мастер, участник конгресса Германского шахматного союза и конгрессов региональных шахматных союзов.

## Спортивные результаты
| Год  | Город    | Соревнование                                        | + | −  | = | Результат | Место |
| ---- | -------- | --------------------------------------------------- | - | -- | - | --------- | ----- |
| 1877 | Лейпциг  | 3-й конгресс Центральногерманского шахматного союза | 4 | 5  | 2 | 5 из 11   | 6—8   |
| 1883 | Нюрнберг | 3-й конгресс Германского шахматного союза           | 1 | 11 | 6 | 4 из 18   | 19    |